# Танцююча свиня
«Танцююча свиня» (фр. Le Cochon danseur) — французький німий короткометражний бурлеск фільм 1907 року.

## Історія
Ранній німий кінематограф багато чим зобов'язаний водевілям. Одноактні водевільні постановки служили джерелом сюжетів для перших фільмів. Одним з популярних водевільних сюжетів початку XX століття була «Танцююча свиня» (Cochon mondain). Дана версія створена французькою фірмою Pathé Frères, що існувала з 1897 по 1923.
Фільм потрапив у небуття на період у понад століття, але набув популярності приблизно в 2007 році як інтернет-мем через моторошну атмосферу сценарію. Найвідомішим фрагментом ролика стали останні 20 секунд фільму, де свиня посміхається і мотає язиком, оголюючи страшні зуби, схожі на вампірські. Іноді це обличчя називають «обличчям диявола».

## Сюжет
У фільмі актор в костюмі гігантської свині, одягнений у вишуканий одяг, намагається фліртувати з дівчиною, яка всіляко насміхається над ним. Згодом дівчина бентежить актора-свиню, зриваючи з нього одяг. Двоє починають танцювати разом, а потім заходять за штори сцени. Потім показується сцена, де свиня рухає язиком і очима, а потім щирить зуби.

## Технічний опис
- Оригінальна назва: Le Cochon danseur,
- Виробнича компанія: Pathé Frères,
- Жанр: комедія бурлеск,
- Тривалість: 4 хв.